# Kastanjebröstad frötangara
Kastanjebröstad frötangara (Sporophila castaneiventris) är en fågel i familjen tangaror inom ordningen tättingar.

## Utseende
Kastanjebröstad frötangara är en liten, finkliknande fågel. Hanen är grå med kastanjebrunt och bröst, olikt andra frötangaror i sitt utbredningsområde. Honan är gulbrun, lik andra frötangararors honor men varmare i färgerna. 

## Utbredning och systematik
Fågeln förekommer från Guyana och södra Venezuela till norra Bolivia och Amazonområdet (Brasilien). Den behandlas som monotypisk, det vill säga att den inte delas in i några underarter.

### Familjetillhörighet
Liksom andra finkliknande tangaror placerades denna art tidigare i familjen Emberizidae. Genetiska studier visar dock att den är en del av tangarorna.

## Levnadssätt
Kastanjebröstad frötangara hittas i en rad olika typer av öppna och av människan påverkade miljöer, även i jordbruksbygd. Den ses i par eller flockar, ibland med andra arter frötangaror.

## Status
Arten har ett stort utbredningsområde och beståndet anses vara stabilt. Internationella naturvårdsunionen IUCN listar den därför som livskraftig (LC).